# Zipingpu-Talsperre
Die Zipingpu-Talsperre (chinesisch 紫坪鋪水壩 / 紫坪铺水坝, Pinyin Zǐpíngpū Shuǐbà amtlich: 紫坪鋪水利樞紐 / 紫坪铺水利枢纽 Pinyin: Zǐpíngpū Shuǐlì Shūniǔ, „wasserwirtschaftliches Drehkreuz Zipingpu“) ist eine Talsperre im Südwesten der Volksrepublik China, die im Jahr 2006 am Min Jiang oberhalb der Stadt Dujiangyan in Sichuan fertiggestellt wurde. Sie dient der Wasserversorgung, Wasserkraftgewinnung und Bewässerung. Das Wasserkraftwerk besteht aus vier Generatoren mit einer Leistung von zusammen von 760 MW. Der CFR-Staudamm hat eine Höhe von 156 Metern; der Stausee fasst 315 Millionen Kubikmeter Wasser (nach anderen Angaben 11.108 Mio. m³). Er ergänzt das Dujiangyan-Bewässerungssystem.

## Erdbeben 2008
Das Erdbeben am 12. Mai 2008 in Sichuan ereignete sich ganz in der Nähe der Talsperre. Das Epizentrum lag nur 5 km entfernt. Das Beben verursachte einigen Schaden an dem Staudamm, der danach einige Risse und andere Schäden hatte. Einige Tausend Soldaten haben am 14. Mai die Risse repariert. Der Damm soll aber nicht in Gefahr gewesen sein.
In Fachkreisen wurde erörtert, dass der Aufstau des Stausees durch sein Gewicht das Erdbeben erzeugt oder begünstigt haben könnte. Man spricht in solch einem Fall von einem induzierten Erdbeben. Ein Beispiel ist die Serie flacher und kleiner Erdbeben, die sich beim Aufstau des Hoover-Damms in den Vereinigten Staaten ereigneten. Das Erdbeben von Sichuan ereignete sich allerdings in etwa 19 Kilometer Tiefe und ereignete sich in einer Zone, die auch vor der Errichtung des Damms auf eine lange Tradition zum Teil katastrophaler Erdbeben zurückblicken kann.
Von anderen Fachleuten wird die Möglichkeit eines induzierten Bebens eher verneint. Die Haupt-Gegenargumente sind: 
- Der Stauspiegel war vor dem Erdbeben eher niedrig und weit vom Vollstau entfernt.
- An anderen Talsperren, in denen es in der Vergangenheit induzierte Beben gegeben hat, war ihre Stärke immer geringer (in bis zu 100 Fällen).